# Online shaming
L'online shaming aussi connu sous le terme d'internet shaming qui peut se traduire par « humiliation en ligne », est une forme d'humiliation publique dans laquelle des personnes sont publiquement humiliées sur Internet, via les plateformes de réseaux sociaux numériques (tels que Twitter, Facebook ou Instagram), ou des médias plus localisés (comme les listes de diffusion).
Cette pratique implique fréquemment la divulgation d'informations privées en ligne (doxxing) et soulève ainsi des questions éthiques en matière de confidentialité sur Internet et d'usage des médias. L'humiliation en ligne prend de nombreuses formes telles que la dénonciation, le boycott (cf : cancel culture), la divulgation de données personnelles, les commentaires négatifs ou encore la pornodivulgation.

## Description
L'humiliation en ligne est une forme d'humiliation publique dans laquelle des internautes sont harcelés, moqués ou intimidés par d'autres internautes. Cette pratique peut impliquer d'adresser des commentaires injurieux directement à la personne ou à propos d'elle, de partager des messages privés ou de publier des photos intimes.
Les personnes victimes de cette humiliation en ligne sont attaquées pour divers motifs. L'un d'eux consiste à s'attaquer à des personnes ayant publié sur Internet des commentaires infamants, des images offensantes, des ragots ou des mensonges. Cette pratique peut également être utilisée pour se venger - par exemple sous la forme de pornodivulgation -, traquer, faire chanter ou menacer d'autres internautes.